# Му-хоу (царство Цзинь, эпоха Чуньцю)
Цзиньский Му-хоу (кит. упр. 晉穆侯, пиньинь Jìn Mùhóu) — девятый правитель царства Цзинь в эпоху Чуньцю. Имя при рождении — Цзи Фу-шэн (姬弗生) или Фо-ван (費王). Занял трон после своего отца Сянь-хоу. Правил 27 лет (812 до н. э. — 785 до н. э.).
На четвертом году правления женился на дочери правителя царства Ци из рода Цзян (姜氏). От жены родился старший сын, которому Му-хоу дал имя Чоу, а от наложницы — младший, которому Му-хоу дал имя Чэн-ши. Советник царя на это посетовал:

Как странно наш правитель именует сыновей! Старшего сына он назвал Чоу, а чоу означает «враг». Младшего сына он назвал Чэн-ши, а чэн ши — это великое прозвание, [должное принадлежать тому, кто] добьётся успеха. В именах [заложена] своя судьба, а в вещах — своё назначение. Ныне имена сыновей от законной жены и наложницы противоречат [этому положению], разве это не сможет привести в дальнейшем к появлению смуты в Цзинь? (перевод Вяткина Р. В.) 
На седьмом году правления (805 до н. э.) напал на владение Тяо (條). На десятом году правления (802 до н. э.) напал на владение Цянь-му (千畝).
После смерти Му-хоу его младший брат Шан-шу сам провозгласил себя правителем, а наследник Му-хоу, старший сын Чоу, бежал из царства.